# Listopad 2011

## 29 listopada
- Wybory prezydenckie w nieuznawanej Osetii Południowej zostały unieważnione przez sąd. (wprost.pl)

## 27 listopada
- Szwajcar Roger Federer zwyciężył w turnieju tenisowym ATP World Tour Finals 2011 zamykającym sezon rozgrywek męskich w sezonie 2011. (Sport.pl)

## 23 listopada
- Prezydent Jemenu Ali Abd Allah Salih podpisał porozumienie pokojowe po wielomiesięcznym powstaniu, na mocy którego zrzekł się władzy. (BBC News)

## 20 listopada
- W wyborach parlamentarnych w Hiszpanii zwyciężyła Partia Ludowa. (El Mundo)

## 18-20 listopada
- Podróż apostolska Benedykta XVI do Beninu. (ekai.pl)

## 16 listopada
- We Włoszech zaprzysiężony został rząd premiera Maria Montiego. (BBC News)

## 13 listopada
- W nieuznawanej Osetii Południowej odbyła się pierwsza tura wyborów prezydenckich. (rferl.org)

## 11 listopada
- Silvio Berlusconi zrezygnował z funkcji premiera Włoch. (gazeta.pl)
- Zaprzysiężenie Lukasa Papadimosa na stanowisku premiera Grecji. (tvn24.pl)
- Zamieszki podczas obchodów Święta Niepodległości w Warszawie. (Onet.pl)
- Pierwsza gala WWE Smackdown w Polsce (gdansk.naszemiasto.pl)

## 8 listopada
- Rozpoczęła się VII kadencja Sejmu Rzeczypospolitej Polskiej
- W pobliżu Ziemi przeleciała planetoida 2005 YU55 (astronomia.pl)
- Uroczyście otwarto Gazociąg Północny. (wyborcza.pl)

## 7 listopada
- W wieku 67 lat zmarł amerykański bokser Joe Frazier. (TVN24)

## 1 listopada
- Samolot PLL „LOT” z Newark do Warszawy wylądował bez wysuniętego podwozia na lotnisku Warszawa Okęcie. (gazeta.pl)